# Dendrobium xylophyllum
Dendrobium xylophyllum är en orkidéart som beskrevs av Friedrich Fritz Wilhelm Ludwig Kraenzlin. Dendrobium xylophyllum ingår i släktet Dendrobium och familjen orkidéer. Inga underarter finns listade i Catalogue of Life.